# Windows Small Business Server
Windows Small Business Server (SBS) – edycje serwerowych wersji systemu Windows.
Windows SBS jest edycją opartą na podstawowej edycji serwerowej systemu. Dołączone jest do niego oprogramowanie (dla innych wersji serwerowych sprzedawane oddzielnie). Dołączone oprogramowanie nie wymaga oddzielnych licencji dostępu. W odróżnieniu od zwykłych wersji serwerowych, w SBS wystarczą jedynie licencje dostępowe do serwera. Ułatwienie to wiąże się jedynie z pewnymi ograniczeniami funkcjonalności. Od roku 1998 jego kolejne wersje instalowane są w serwerach dostarczanych wraz z pracowniami komputerowymi do polskich szkół.

## Wersje
Dotychczas ukazały się następujące wersje systemu:
- BackOffice Small Business Server 4.0
- BackOffice Small Business Server 4.5
- Microsoft Small Business Server 2000
- Windows Small Business Server 2003 (dwie edycje Standard i Premium)
- Windows Small Business Server 2003 R2
- Windows Small Business Server 2008 (dwie edycje: Standard i Premium) - tylko 64 bit
- Windows Small Business Server 2011 (edycja Standard mogła zostać rozszerzona od Premium poprzez dokupienie dodatku tzw. Premium Add-On)
- Windows Server 2012 Essentials
- Windows Server 2012 R2 Essentials
- Windows Server 2016 Essentials
- Windows Server 2019 Essentials

## Składniki systemu
W skład Windows SBS wchodzą:
- Windows Server
- Microsoft IIS
- Microsoft SQL Server (poza SBS 2003 Standard)
- Microsoft Exchange
- Microsoft ISA Server (od wersji 2000, poza SBS 2003 Standard)
- Windows SharePoint Services (od wersji 2003).

## Ograniczenia SBS
- w domenie może istnieć tylko jeden serwer SBS
- serwer SBS musi obsługiwać domenę najwyższego poziomu w Active Directory
- serwer SBS nie obsługuje relacji zaufania z innymi domenami
- serwer SBS nie obsługuje domen niższego rzędu
- serwery SBS mają ograniczenie ilości zainstalowanych licencji dostępowych (4.x i 2000 do 50; 2003 do 75)
- Terminal Services można uruchomić jedynie w trybie zdalnej administracji (ograniczenie od wersji 2003)